# Essential Rarities
Essential Rarities (en español: Rarezas esenciales) es una compilación de grabaciones inéditas en estudio, versiones en vivo y demos de la banda The Doors. Originalmente lanzado para el The Complete Studio Recordings Box Set de 1999.
Algunos de los temas ya habían salido a la venta ilícitamente.

## Lista de temas
(Todas las canciones escritas por The Doors)
- 1- Hello To The Cities (Grabado en vivo en el Show de Ed Sullivan 1967 & en el Cobo Hall, Detroit 1970) - 0:56
- 2- Break On Through (Grabado en vivo en el Isle Of Wight Festival, Inglaterra 1970) - 4:32
- 3- Roadhouse Blues (Grabado en vivo en el Madison Square Garden, New York 1970) - 4:19
- 4- Hyacinth House (Versión alternativa 1969) - 2:40
- 5- Who Scared You (Grabado en Elektra Studios 1969) - 3:16
- 6- Whiskey, Mystics & Men (Grabado en Elektra Studios 1970) - 2:19
- 7- I Will Never Be Untrue (Grabado en vivo en Aquarious Theater, Hollywood 1969) - 3:56
- 8- Moonlight Drive (Demo grabado en el World Pacific Studios 1965) - 2:31
- 9- Queen of the Highway (Versión alternativa 1969) - 3:32
- 10- Someday Soon (Grabado en vivo en el Seattle Center 1970) - 3:41
- 11- Hello, I Love You (Demo grabado en el World Pacific Studios 1965) - 2:28
- 12- Orange County Suite (Grabado en Elektra Studios 1970) - 5:27
- 13- The Soft Parade (canción) (Grabado en vivo para la PBS Television, New York 1969) - 10:03
- 14- The End (Grabado en vivo en el Madison Square Garden, New York 1970) - 18:01

- Bonus Track
- 15- Woman Is A Devil (Grabado en Elektra Studios 1969) - 4:08

## Personal
- Jim Morrison - Vocales
- Ray Manzarek - Teclado
- Robby Krieger - Guitarra
- John Densmore - Percusiones
- Paul A. Rotchild - Productor
- Bruce Botnick - Productor Original

- Datos: Q2578123